# كريستيان كاريمبو

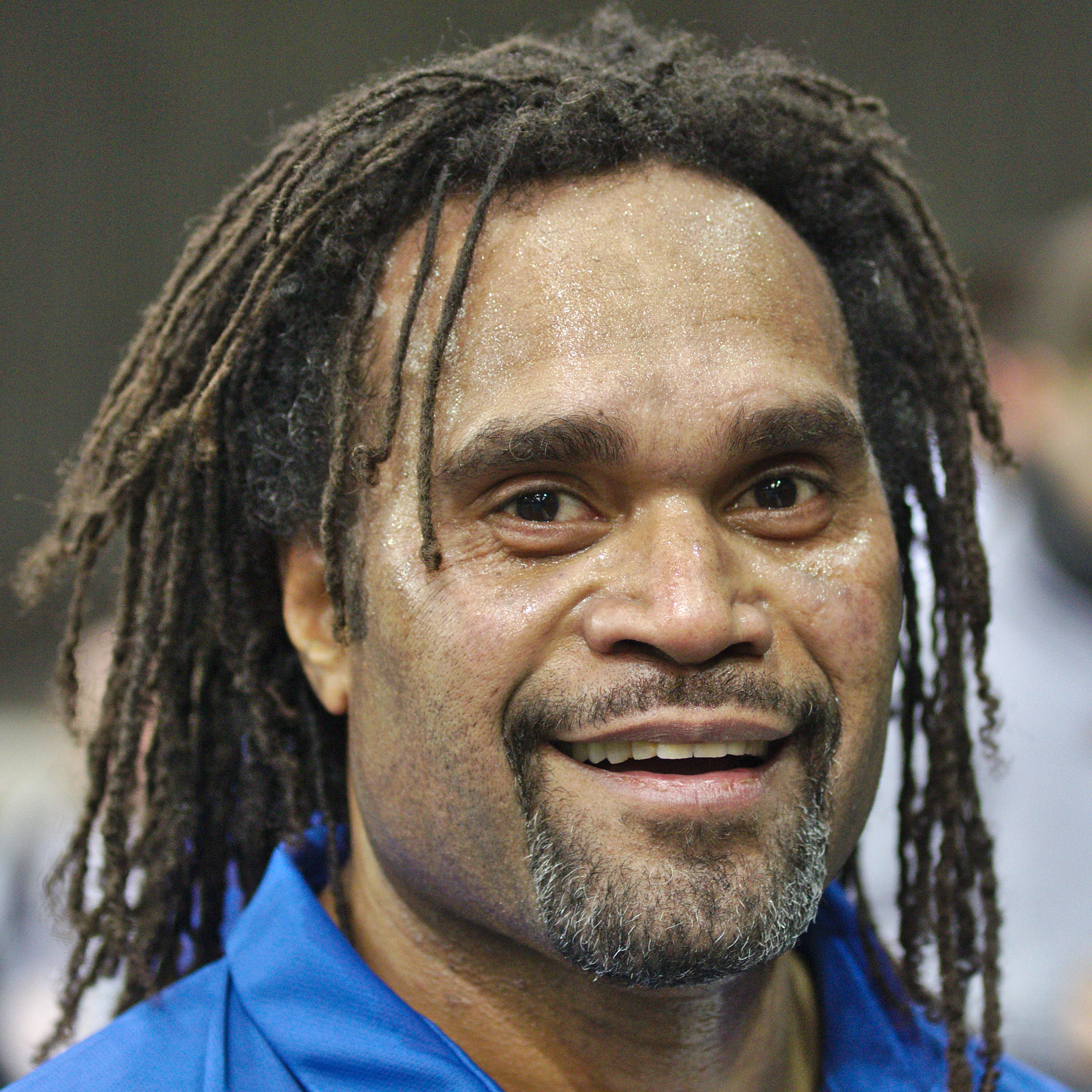
كريستيان كاريمبو

كريستيان كاريمبو (بالفرنسية: Christian Karembeu)‏ وُلد في 3 ديسمبر عام 1970 في ليفو في كاليدونيا الجديدة. يعد لاعبا دوليا سابقا في المنتخب الفرنسي. وقد اعتزل لعب كرة القدم في 13 أكتوبر عام 2005 مع أنه قد لمح في لقاء صحفي أنه قد يعود لركل الكرة من وقت لآخر.
أنهى مشواره الكروي في نادي باستيا الفرنسي الذي استعاره من النادي السويسري سيرفيته. قبل الانضمام إلى سيرفيته، لعب كاريمبو لنادي نانت الفرنسي وذلك ابتداء من عام 1990 حتى عام 1995، ولنادي سامبدوريا من العام 1995 حتى العام 1997، ولريال مدريد من العام 1997 حتى العام 2000، ونادي ميدلزبرة من العام 2000 حتى العام 2001 ونادي أولمبياكوس من العام 2001 حتى العام 2004. أحرز أثناء لعبه لريال مدريد دوري أبطال أوروبا عامي 1998 وعام 2000.
كان لاعبا هاما في منتخب بلاده، حيث فاز معه بكأس العالم 1998 وبطولة أوروبا 2000. لعب 53 مرة دولية.
كاريمبو اشتهر لعدم تأديته للنشيد الوطني الفرنسي قبل بداية المباريات الدولية لسخطه على النظام الفرنسي الذي وضع بعض أقاربه -وكان ذلك في ثلاثينات القرن الماضي- في حديقة الحيوان البشرية. أكسبته هذه الحالة بعضا من النقد وقدر كبير من الاحترام.

## روابط خارجية
- كريستيان كاريمبو على موقع IMDb (الإنجليزية)
- كريستيان كاريمبو على موقع ميوزك برينز (الإنجليزية)
- كريستيان كاريمبو على موقع ديسكوغز (الإنجليزية)

- كريستيان كاريمبو على موقع الاتحاد الدولي (مؤرشف)  (الإنجليزية)
- كريستيان كاريمبو على موقع الاتحاد الأوربي (الإنجليزية)
- كريستيان كاريمبو على موقع قاعدة بيانات كرة القدم.إي يو (الإنجليزية)
- كريستيان كاريمبو على موقع ليكيب (الفرنسية)
- كريستيان كاريمبو على موقع ناشيونال فوتبول تيمز (الإنجليزية)
- كريستيان كاريمبو على موقع عالم كرة القدم.نت (الإنجليزية)